# Oligocentria eximia
Oligocentria eximia är en fjärilsart som beskrevs av Augustus Radcliffe Grote 1881. Oligocentria eximia ingår i släktet Oligocentria och familjen tandspinnare. Inga underarter finns listade i Catalogue of Life.